# Ribosa-fosfato difosfoquinasa
La ribosa-fosfato difosfoquinasa (o fosforribosil pirofosfato sintetasa) es una enzima que cataliza la conversión de ribosa 5-fosfato en fosforribosil pirofosfato. Se han descrito dos de estas enzimas (PRPS1 y PRPS2), ambas codificadas en genes dispuestos en el cromosoma X, en las posiciones X q21-q27 y X pter-q21, respectivamente.
Es clasificada mediante el código EC 2.7.6.1.